# ジミー・マッターン

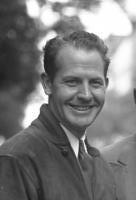
"Jimmie" Mattern

ジミー・マッターン（James Joseph "Jimmie" Mattern 、1905年3月8日 - 1988年12月17日）はアメリカ合衆国のパイロットである。1932年と1933年に2回に渡って世界一周早周り飛行に挑戦したが途中で失敗した。ロッキードのテストパイロットも務めた。
イリノイ州のフリーポートに生まれた。航空会社のパイロットとして働いた後、1931年にロッキード・ヴェガを購入し、これを改造して「センチュリー・オブ・プログレス」と命名し、ウィリー・ポストとハロルド・ガティが樹立した世界一周早回り飛行記録に挑戦した。1932年7月5日に、グリフィン・ベネットとともにニューヨークのフロイド・ベネット飛行場を出発し、ニューファンドランド島のハーバーグレースに飛行し、無着陸で大西洋を横断し、ベルリンまで飛行した。10時間50分での大西洋横断は当時最も早い記録であった。7月7日にベラルーシの ボリソフに不時着して1回目の挑戦は終わった。1933年6月3日に修理した機体で、単独で再び世界一周早回り飛行に飛び立つが、1933年6月14日にシベリアで機体の故障により不時着した。数週間行方不明になるが、エスキモーに救われ、ソ連のパイロット、ズィグムント・レヴォニェフスキによってアラスカのNomeまで運ばれ、別の機体でニューヨークへ帰還した。レヴォニェフスキは1937年8月、モスクワから北極を越えて、アメリカ合衆国を目指した飛行中に行方不明となり、マッターンも捜索飛行に加わったが、レヴォニェフスキは発見されることはなかった。
1938年からロッキードのテストパイロットとなり、P-38の改良に功績があった。1946年病気で飛行できなくなり不動産業や旅行代理店を経営した。1973年に全米飛行家協会(National Aeronautic Association)から Wesley L. McDonald Elder Statesman Awardを受賞し、1981年に Oklahoma Air and Space Hall of Fameの表彰を受けた。